# Stefan Persson
Eric Stefan Persson (* 22. prosince 1954, Bjurholm) je bývalý švédský lední hokejista, obránce. Se švédskou reprezentací získal stříbro na mistrovství světa v roce 1977. V roce 1981 se zúčastnil Kanadského poháru, kde Švédi skončili pátí. Švédskou nejvyšší soutěž hrál za Brynäs IF. Po odchodu ze Švédska strávil devět sezón v severoamerické NHL, všechny v dresu New York Islanders. Získal s Islanders čtyřikrát Stanley Cup (1980, 1981, 1982, 1983). Spolu s Andersem Kallurem a Bobem Nystromem (který byl ovšem naturalizovaným Kanaďanem) byl prvním Evropanem a tím pádem i prvním Švédem, který Stanleyův pohár vyhrál. V základní části NHL odehrál 622 utkání, v nichž zaznamenal 369 kanadských bodů (52 gólů). Dalších 102 zápasů absolvoval v play-off, připsal si ve Stanleyově poháru 57 bodů (7 branek).